# 老王樂隊
老王樂隊（英語：Your Woman Sleep with Others），台灣新生代民謠搖滾樂團。2015年冬於台北市成立，曾在政大金旋獎、國立清華大學清韻獎、淡江大學金韶獎等校園民歌比賽都拿下創作組好成績；並於2016年末，以主唱立長、鼓手會元、吉他手偉碩為核心復出，並陸續加入貝斯手潔民與大提琴手佳瑩。
老王樂隊以新台灣後民謠的曲風，於2017年9月28日發行第一張EP《吾十有五而志於學》，歌曲在YouTube上創造了每首皆破百萬點擊的驚人紀錄；其中〈我還年輕 我還年輕〉五年至今已累積近三千萬次點擊。
2019年10月發行首張專輯《吾日三省吾身》後便隨即展開各城市巡演，開創台北、台中場次完售佳績，追加台北場次后亦售罄，總計到場人數高達4500人、其餘城市北京場次完售，其餘共計10城（福州/廈門/南昌/長沙/武漢/重慶/成都/西安/鄭州/北京），第一趟中國大陸巡演也創下4500多人總觀看數。
2022年3月，遭鄰居控訴長期在深夜發出噪音擾鄰及亂丟菸蒂等行為，登上社會新聞版面。

## 簡介
「老王」，在網路用語中為住在隔壁的情夫的代稱，帶有詼諧與反諷的說法。「老王」是感情中既置身事內卻也置身事外的角色，象徵著詼諧、諷刺，沉浮於世間的批判。
如同音樂特色，老王樂隊在歌唱一個世代的光怪陸離時，不忘用幽默、反諷的語詞及旋律，以沙啞略帶厭世的嗓音，低沉迴盪不絕的大提琴，重複而洗腦的旋律，詼諧地唱著屬於這個世代的歌。做著令人印象深刻的音樂，說故事一般道盡世間甘苦。

## 歷史
2015年冬，於台北成立。起初是為了參加校園比賽而生，在獲得北醫金弦獎第二名之後便進入無限期休團。
2016年末，以主唱立長、鼓手會元、吉他手偉碩為核心重組，繼續現身於校園比賽；此後依序在淡江金韶獎與貝斯手潔民、國立政治大學金旋獎與大提琴手昱萱合作。後因另有生涯規劃，昱萱於首張EP《吾十有五而志於學》發行前離團，大提琴手由佳瑩接任，便成為老王樂隊今日的編制。
2017年秋，發行第一張實體EP《吾十有五而志於學》，亦在各大音樂平台同步數位上架。
2018年秋，成立《壞鄰居有限公司》，代理老王樂隊業務。
2019年秋，發行第一張完整專輯《吾日三省吾身》，亦在各大音樂平台同步數位上架
2019年冬，展開《吾日三省吾身》各城市巡演，台北首場嘉賓劉若英，並開創台北、台中場次完售佳績，追加台北場次后亦售罄。
2020年夏，受邀參與超犀利趴11於小巨蛋的演出，並擔任開場樂團。
2020年秋，受邀參與相知相守｜民歌45演唱會於台北流行音樂中心的演出，並與前輩娃娃金智娟合作帶來精彩的演出。
2020年冬，受邀參與簡單生活節演出，並與蘇慧倫合作帶來精彩的演出。
2021年夏，受邀參與第32屆金曲獎頒獎典禮特別貢獻獎表演「閃亮的日子」翻唱羅大佑歌曲「戀曲1990」，該活動參與藝人包括黃韻玲、告五人、紀家盈(家家)、金智娟、台北愛樂合唱團。
2021年秋，成為木曜四超玩特別活動「木曜跨界演唱會—Awakening」合作嘉賓之一，合作對象為溫妮。
2022年秋，受邀參與第57屆廣播金鐘獎頒獎典禮表演「跨世代之流」與客家歌手黃連煜以國台客三語言，合作改編我還年輕、Banana、心事誰人知。
2023年春，發行第二張EP《黃色的房子映照清晨的天空》，亦在各大音樂平台同步數位上架。

## 成員
| 配置         | 本名   | 國籍     | 簡介 |
| ------------ | ------ | -------- | --- |
| 主唱／木吉他 | 張立長 | 中華民國 | - 家鄉：台中 - 生日：1994年2月14日 - 學歷：國立政治大學 經濟學系 - 國立政治大學 科技管理與智慧財產研究所         |
| 電吉他       | 童偉碩 | 中華民國 | - 家鄉：台中 - 生日：1994年3月13日 - 學歷：國立台灣大學 土木工程學系                                             |
| 貝斯         | 廖潔民 | 中華民國 | - 家鄉：台中 - 生日：1993年4月23日 - 學歷：國立政治大學 社會學系（輔系法律系） - 國立政治大學 法律科際整合研究所 |
| 鼓、和聲     | 馮會元 | 中華民國 | - 家鄉：新竹 - 生日：1994年10月27日 - 學歷：國立政治大學 社會學系                                                |
| 大提琴、和聲 | 邵佳瑩 | 中華民國 | - 家鄉：高雄 - 生日：1996年10月1日 - 學歷：台北市立大學 音樂學系                                                 |

## 音樂作品

### EP
| # | 名稱                         | 發行日期      | 收錄歌曲                                                                                 | 備註                               |
| - | ---------------------------- | ------------- | ---------------------------------------------------------------------------------------- | ---------------------------------- |
| 1 | 《吾十有五而志於學》         | 2017年9月28日 | 〈穩定生活多美好 三年五年高普考〉 〈補習班的門口高掛我的黑白照片〉 〈我還年輕 我還年輕〉 | 2018年再刷海外版、2021推出黑膠版本 |
| 2 | 《黃色的房子映照清晨的天空》 | 2023年2月15日 | 〈千百萬隻手〉 〈我在愛情的盡頭看見了你和我〉 〈春天不如預期〉                           |                                    |

### 單曲
| # | 名稱                               | 發行日期      | 收錄歌曲                           |  |
| - | ---------------------------------- | ------------- | ---------------------------------- |  |
| 1 | 《那些失眠的夜與難以忘懷的事》     | 2019年2月4日  | 〈那些失眠的夜與難以忘懷的事〉     |  |
| 2 | 《曾經的女人啊 你在哪裡 你在哪裡》 | 2019年5月21日 | 〈曾經的女人啊 你在哪裡 你在哪裡〉 |  |
| 3 | 《安九》                           | 2019年8月23日 | 〈安九〉                           |  |
| 4 | 《這樣就好 這樣就好》              | 2020年7月5日  | 〈這樣就好 這樣就好〉              |  |
| 5 | 《枯萎的玫瑰》                     | 2021年4月10日 | 〈枯萎的玫瑰〉                     |  |
| 6 | 《我在愛情的盡頭看見了你和我》     | 2023年1月21日 | 〈我在愛情的盡頭看見了你和我〉     |  |

### 合作與翻唱
| # | 名稱                                       | 發行日期       | 收錄歌曲         |  |
| - | ------------------------------------------ | -------------- | ---------------- |  |
| 1 | 《事事事與願違 with Crispy脆樂團》         | 2019年12月15日 | 〈事事事與願違〉 |  |
| 2 | 《你啊你啊 from 魏如萱》                   | 2020年8月7日   | 〈你啊你啊〉     |  |
| 3 | 《星星堆滿天(滾石40翻唱計畫) from 楊乃文》 | 2021年12月17日 | 〈星星堆滿天〉   |  |
| 4 | 《揹 with 溫妮》                           | 2022年4月1日   | 〈揹〉           |  |

### 錄音室專輯
| # | 名稱             | 發行日期      | 收錄歌曲 |
| - | ---------------- | ------------- | --- |
| 1 | 《吾日三省吾身》 | 2019年11月8日 | 1. 〈不知反省〉 2. 〈迎面而來〉 3. 〈垂釣〉 4. 〈他們在鐵皮屋頂上奔跑〉 5. 〈日夜無常〉 6. 〈那些失眠的夜與難以忘懷的事〉 7. 〈曾經的女人啊 你在哪裡 你在哪裡〉 8. 〈安九〉 9. 〈再等一下就天亮了〉 10. 〈規律的生活〉 |

## 演出經歷

### 2017年
- 10月25日：《吾十有五而志於學》發片巡迴台北場
  - 地點：這牆音樂藝文展演空間The Wall Live House；合作：13月終了、唐貓

- 10月28日：《吾十有五而志於學》發片巡迴台中場
  - 地點：台中玩劇島小劇場；合作：BIKE 腳踏車、都市零件派對

- 11月5日：《吾十有五而志於學》發片巡迴高雄場
  - 地點：Rocks 岩石音樂；合作：百合花、Arsu奕超

- 11月9日：2017大團誕生：開發場9
  - 地點：Legacy Taipei；合作：謝謝你得肺癌、Crocodelia鱷魚迷幻

- 11月19日：Face On《Modification》發片巡迴台北場
  - 地點：Revolver；合作：Face On、Ripple

- 12月8日：萬國電器搖滾季
  - 地點：台大雅頌坊；合作：厭世少年、傻子與白痴

- 12月9日：簡單生活節
  - 地點：台中市民廣場

- 12月15日：2017大團誕生年終回顧場
  - 地點：Legacy Taipei；合作：甜約翰、害喜喜、黎可辰

- 12月24日：礁溪溫泉季街頭音樂會
  - 地點：九號咖啡音樂廣場

- 12月31日：跨年跨山小2018跨年場
  - 地點：華山文創園區華山站貨場；合作：八十八顆芭樂籽、吳汶芳

### 2018年
- 2月11日：休學旅行——老王樂隊年前巡迴
  - 地點：草舍 The Locals Inn；合作：睡後故事

- 2月25日：共生音樂節
  - 地點：凱達格蘭大道

- 3月3日：洄龜少年：漫遊創作計劃
  - 地點：松山文創園區松菸四號倉庫

- 3月4日：顯然樂隊《我最討厭搖滾樂》發片巡迴台中場
  - 地點：Legacy Taichung；合作：顯然樂隊

- 3月7日：我真的，好想回家——老王樂隊新竹巡迴
  - 地點：彌聲Mixing Studio；合作：感覺莓果

- 7月8日：Little Summer 小暑
  - 地點：松山文創園區松菸三號倉庫；合作：甜約翰、告五人、三十萬年老虎鉗、LEO37+SOSS、茄子蛋

- 8月25日：大團誕生：台中場第二回
  - 地點：Legacy Taichung；合作：夕陽武士、 Sunset Samurai、無妄合作社、傷心欲絕

- 8月26日：新竹東風音樂祭
  - 地點：風 Live House；合作：禁入空間、Trash、粉紅噪音、1976

- 9月7日：三伏貼：夏末滋補大作戰
  - 地點：Legacy Taipei；合作：熱血生、The Tic Tac

- 9月15日：上海混凝草音樂節
- 9月16日：長沙橘州音樂節

- 9月22日：杭州專場
  - 地點：MAO Live House

- 9月23日：天津專場
  - 地點：卓陽 Live House

- 9月24日：北京麥田音樂節

- 10月27日：Levi's 鬧音樂 搞丹寧 2018
  - 地點：信義香堤廣場

- 10月28日：Asia Rolling Festival｜GIMA來鬆
  - 地點：華山文創園區大草原；合作：Circo、五五身、體熊專科、Sophy王嘉儀、ikkubaru、蘇珮卿、好樂團

- 10月30日：公視音樂Band Band Band
  - 合作：告五人、三十萬年老虎鉗

- 11月3日：廈門Simple Life簡單生活節

- 11月17日：捷運出口音樂節
  - 地點：中山爵士廣場；合作：理想混蛋、貝克小姐

- 12月1日：台北Simple Life簡單生活節
  - 地點：華山文創園區大草原；合作：小球（莊鵑瑛）、Nulbarich、草莓救星ft.HUSH

- 12月30日：2018 搖滾臺中 The Final Countdown
  - 地點：台中市文心森林公園暨圓滿戶外劇場

### 2019年
- 1月26日：覺醒大暖祭
  - 地點：圓山花博廣場

- 3月3日：神棍樂團共演

- 3月9日：13月終了發片場
  - 地點：台中 玩劇島小劇場LittlePlay

- 3月23日：大港開唱
  - 地點：高雄 駁二藝術特區

- 3月28日：新馬小巡迴
  - 地點：新加坡

- 3月30日：新馬小巡迴
  - 地點：吉隆坡

- 3月31日：新馬小巡迴
  - 地點：檳城

- 4月21日：寧波香澄音樂節
  - 地點：寧波

- 4月27日：浮現祭
  - 地點：台中洲際棒球場

- 4月28日：成功大學畢業演出
  - 地點：台南成功大學

- 5月4日：爛泥發芽
  - 地點：新北市

- 6月7日：香港搶耳音樂節
  - 地點：香港

- 6月8日：上海春浪音樂節
  - 地點：上海

- 6月29日：天漠音樂節
  - 地點：張家口

- 7月7日：覺醒音樂祭
  - 地點：嘉義

- 7月13日：成都仙人掌音樂節
  - 地點：成都

- 7月27日：天空音樂節
  - 地點：吉隆坡

- 8月31日：站出來音樂節
  - 地點：台中逢甲大學

- 9月1日：貢寮國際海洋音樂祭
  - 地點：貢寮福隆海水浴場

- 9月6日：笑傲搖滾音樂祭
  - 地點：新竹六福村

- 10月4日：上海簡單生活節
  - 地點：上海金山城市沙灘

- 10月11日：有朋自遠方來老王樂隊暖身小巡演──台北場
  - 地點：台北一口音樂工作室

- 10月12日：有朋自遠方來老王樂隊暖身小巡演──台中場
  - 地點：台中元氣唱片行

- 10月13日：有朋自遠方來老王樂隊暖身小巡演──高雄場
  - 地點：高雄曾記 TSENG's

- 10月19日：星巢音樂節
  - 地點：天津

- 10月20日：螞蟻在路上音樂節
  - 地點：合肥

- 11月13日：亞洲音樂大賞
  - 地點：台北NU ZONE

- 11月8日：《吾日三省吾身》發片巡演：反省的開端－台北場
  - 地點：台北Legacy Taipei

- 12月7日：2019 Simple Urban+
  - 地點：台北101水舞廣場

- 12月8日：鐵玫瑰國際音樂節「鐵粉搖滾趴」
  - 地點：桃園高鐵站前廣場

- 12月13日：《吾日三省吾身》發片巡演：反省自己－高雄場
  - 地點：高雄LIVE WAREHOUSE

- 12月20日：《吾日三省吾身》發片巡演：反省別人－台中場
  - 地點：台中Legacy Taichung

- 12月31日：《房東的貓「生活」跨年演唱會
  - 地點：上海國家會展中心（虹館）

### 2020年
- 1月4日：花蓮小巡演
  - 地點：花蓮Miaoko Hostel

- 3月15日：金旋音樂節
  - 地點：台北華山劇場

- 6月4日：發春音樂節
  - 地點：桃園元智大學

- 6月6日：大好抖音樂節
  - 地點：桃園元智大學

- 7月18日：政大音樂節
  - 地點：台北三創生活園區CLAPPER STUDIO

- 7月24日：SADOG奧少年EP發片場《學生會》
  - 地點：台北Revolver

- 7月26日：統一獅開球
  - 地點：台南棒球場

- 8月22日：超犀利趴11
  - 地點：台北小巨蛋

- 9月26-27日：民歌45 相知相守
  - 地點：台北流行音樂中心

- 11月22日：台中漂遊者音樂節
  - 地點：台北流行音樂中心

- 12月12日：台北簡單生活節
  - 地點：華山大草原

- 12月17-22日：張目對日 企劃專場
  - 地點：台北海邊的卡夫卡、台中玩劇島、高雄小庫

- 12月31日：高雄跨年－2021高雄跨年「跨百光年」演唱會
  - 地點：高雄港灣

### 2021年
- 4月23日：春浪音樂節(海線)
  - 地點：石門白沙灣
- 8月21日：金曲獎－第32屆金曲獎頒獎典禮特別貢獻獎表演節目- 黃韻玲.告五人.家家.老王樂隊.金智娟.台北愛樂合唱團 『閃亮的日子』
- 10月28日：木曜四超玩－《一日系列SP》第二屆木曜跨界演唱會Awakening - EP1
- 12月31日：基隆跨年

### 2022年
- 3月19日：大台南會展中心-壓力測試演唱會
- 3月27日：大港開唱
  - 地點：高雄 駁二藝術特區
- 4月22日：壞鄰居初來乍到 第一屆壞朋友派對－台北場
  - 地點：台北Legacy Taipei
- 4月23日：壞鄰居初來乍到 第一屆壞朋友派對－台中場
  - 地點：台中Legacy Taichung
- 4月29日：壞鄰居初來乍到 第一屆壞朋友派對－高雄場（已取消）
  - 地點：高雄Live Wearhouse
- 7月15日：2022月光．海音樂會 島影浪花
  - 地點：台東縣 都歷遊客中心
- 8月27日：趙傳演唱會嘉賓
  - 地點：台北流行音樂中心
- 10月15日：廣播金鐘獎演出嘉賓
  - 地點：國父紀念館
- 12月3日：【500趴2022】
  - 地點：台北101水舞廣場
- 12月31日：跨年演出
  - 地點：新竹縣、淡水

### 2023年
- 2月10日：老王樂隊的而立之夜
  - 地點：書屋花甲X而立書店
- 2月26日：❰❮浮現祭2023❯❱世界的冒險
  - 地點：台中清水鰲峰山運動公園

- 3月5日：Clockenflap 2023 音樂藝術節
  - 地點：香港中環海濱活動空間
- 4月2日：深圳簡單生活節
  - 地點：深圳鹽田恩上濕地公園
- 4月9日：成都草莓音樂節
  - 地點：成都國際非遺創意產業園
- 4月28日、4月29日、4月30日：黃色的房子映照清晨的天空-春天巡演-台北
  - 地點：台北The wall
- 5月2日、5月3日、5月4日：黃色的房子映照清晨的天空-春天巡演-台中
  - 地點：台中Legacy車庫
- 5月6日、5月7日、5月8日：黃色的房子映照清晨的天空-春天巡演-高雄
  - 地點：高雄 LIVEWAREHOUSE小庫
- 5月12日：黃色的房子映照清晨的天空-春天巡演-檳城
  - 地點：PENANGPAC
- 5月13日：黃色的房子映照清晨的天空-春天巡演-吉隆坡
  - 地點：ZEPP KL
- 5月14日：黃色的房子映照清晨的天空-春天巡演-新加坡
  - 地點：LION STUDIOS
- 5月21日：黃色的房子映照清晨的天空-夏季巡演-西安
  - 地點：西演SPACE 塞斯拾陸
- 5月25日：黃色的房子映照清晨的天空-夏季巡演-成都
  - 地點：成都 @CH8冇獨Live成都 （完美店）
- 5月27日：黃色的房子映照清晨的天空-夏季巡演-重慶
  - 地點：寅派動力重慶
- 5月28日：黃色的房子映照清晨的天空-夏季巡演-長沙
  - 地點：MAOLivehouse長沙沙灣店
- 6月3日：黃色的房子映照清晨的天空-春季巡演-香港
  - 地點：旺角麥花臣場館
- 6月24日：黃色的房子映照清晨的天空-夏季巡演-合肥
  - 地點：ONTHEWAY_LIVEHOUSE
- 7月1日：黃色的房子映照清晨的天空-夏季巡演-上海
  - 地點：ModernSkyLAB上海
- 7月2日：黃色的房子映照清晨的天空-夏季巡演-南京
  - 地點：稻香音樂空間
- 7月6日：黃色的房子映照清晨的天空-夏季巡演-廈門
  - 地點：WOKESHOW星巢沃克秀
- 7月8日：黃色的房子映照清晨的天空-夏季巡演-廣州
  - 地點：聲音共和Live
- 7月29日、7月30日：台秋祭2023
  - 地點：台中驛鐵道文化園區
- 9月17日：Ho-hai-yan Rock Festival
  - 地點：貢寮國際海洋音樂祭
- 9月28日：植覺市集音樂祭
  - 地點：新北捷運環狀線十四張站外廣場
- 10月8日：搖滾台中
  - 地點：文心森林公園
- 12月20日：【2023衛武營小時光】老王樂隊《黃色的房子映照清晨的天空》高雄特別場
  - 地點：衛武營國家藝術文化中心表演廳

## 獲獎紀錄
| 年份 | 屆次                         | 作品                               | 獎項           | 入圍                               | 結果   |
| ---- | ---------------------------- | ---------------------------------- | -------------- | ---------------------------------- | ------ |
| 2014 | 台北醫學大學金弦獎           | 〈曾經的女人啊 你在哪裡 你在哪裡〉 | 創作組         | 〈曾經的女人啊 你在哪裡 你在哪裡〉 | 第二名 |
| 2016 | 國立清華大學清韻獎           | 〈穩定生活多美好 三年五年高普考〉  | 創作組         | 〈穩定生活多美好 三年五年高普考〉  | 第二名 |
| 2016 | 淡江大學金韶獎               | 〈穩定生活多美好 三年五年高普考〉  | 創作組         | 〈穩定生活多美好 三年五年高普考〉  | 第一名 |
| 2016 | 淡江大學金韶獎               | 〈穩定生活多美好 三年五年高普考〉  | 最佳作詞       | 〈穩定生活多美好 三年五年高普考〉  | 獲獎   |
| 2016 | 國立政治大學金旋獎           | 〈穩定生活多美好 三年五年高普考〉  | 創作大賞       | 〈穩定生活多美好 三年五年高普考〉  | 獲獎   |
| 2016 | 國立政治大學金旋獎           | 〈穩定生活多美好 三年五年高普考〉  | 最佳作詞       | 〈穩定生活多美好 三年五年高普考〉  | 獲獎   |
| 2018 | 第11屆Freshmusic Awards      | 《吾十有五而志於學》               | 最佳EP         | 《吾十有五而志於學》               | 獲獎   |
| 2018 | 第21屆中華音樂人交流協會     | 《吾十有五而志於學》               | 年度十大單曲   | 〈我還年輕 我還年輕〉              | 獲獎   |
| 2018 | 第9屆金音創作獎              | 《吾十有五而志於學》               | 最佳新人(團)獎 | 《吾十有五而志於學》               | 提名   |
| 2018 | 第9屆金音創作獎              | 《吾十有五而志於學》               | 最佳民謠單曲獎 | 〈補習班的門口高掛我的黑白照片〉   | 獲獎   |
| 2019 | 第15屆KKBOX風雲榜            | 無                                 | 潮流新聲       | 老王樂隊                           | 獲獎   |
| 2021 | 第二屆康泰納仕社群風格名人獎 | 〈安九〉                           | 音樂類潛力新星 | 老王樂隊                           | 提名   |
| 2022 | 第15屆Freshmusic Awards      | 無                                 | TAMA大賞       | 老王樂隊                           | 提名   |
| 2023 | 第14屆金音創作獎             | 《黃色的房子映照清晨的天空》       | 最佳民謠歌曲獎 | 〈我在愛情的盡頭看見了你和我〉     | 提名   |

## 外部連結
- 老王樂隊的Instagram帳戶 （页面存档备份，存于）
- 老王樂隊的Facebook專頁 （页面存档备份，存于）
- 老王樂隊的YouTube頻道 （页面存档备份，存于）
- 老王樂隊的Twitter帳戶 （页面存档备份，存于）